# Les Yeux de la mama
Ne doit pas être confondu avec La Mamma (chanson).
Singles de Kendji Girac
Me quemo
(2015) No Me Mires Más
(2016)
Clip vidéo
[vidéo] « Les Yeux de la mama », sur YouTube
Les Yeux de la mama est une chanson du chanteur français Kendji Girac, parue sur son deuxième album Ensemble. Elle est écrite par Nazim Khaled, Johan Errami et Kendji Girac, la production étant faite par Felipe Saldivia et Fred Savio. Elle est sortie le 23 novembre 2015 en tant que deuxième single de l'album.
Elle est reprise par Julien Doré en hommage à sa propre mère décédée, dans son album Imposteur, sorti le 8 novembre 2024.

## Classements et certifications
| Classement (2015-16)                    | Meilleure position |
| --------------------------------------- | ------------------ |
| Belgique (Wallonie Ultratop 50 Singles) | 8                  |
| France (SNEP)                           | 5                  |
| Suisse (Charts Romandie)                | 14                 |

| Classement (2016) | Position |
| ----------------- | -------- |
| France (SNEP)     | 140      |

### Certification
| Pays                                                                       | Certification | Ventes certifiées |
| -------------------------------------------------------------------------- | ------------- | ----------------- |
| France (SNEP)                                                              | Platine       | 133 333‡          |
| xNon précisé par la certification ‡ventes/streaming selon la certification |               |                   |

## Historique de sortie
| Région | Date             | Format           | Label(s)           | Réf.  |
| ------ | ---------------- | ---------------- | ------------------ | ----- |
| Divers | 23 novembre 2015 | - Téléchargement | - U.L.M. - Mercury | [ 1 ] |